# Studierendenvertretung

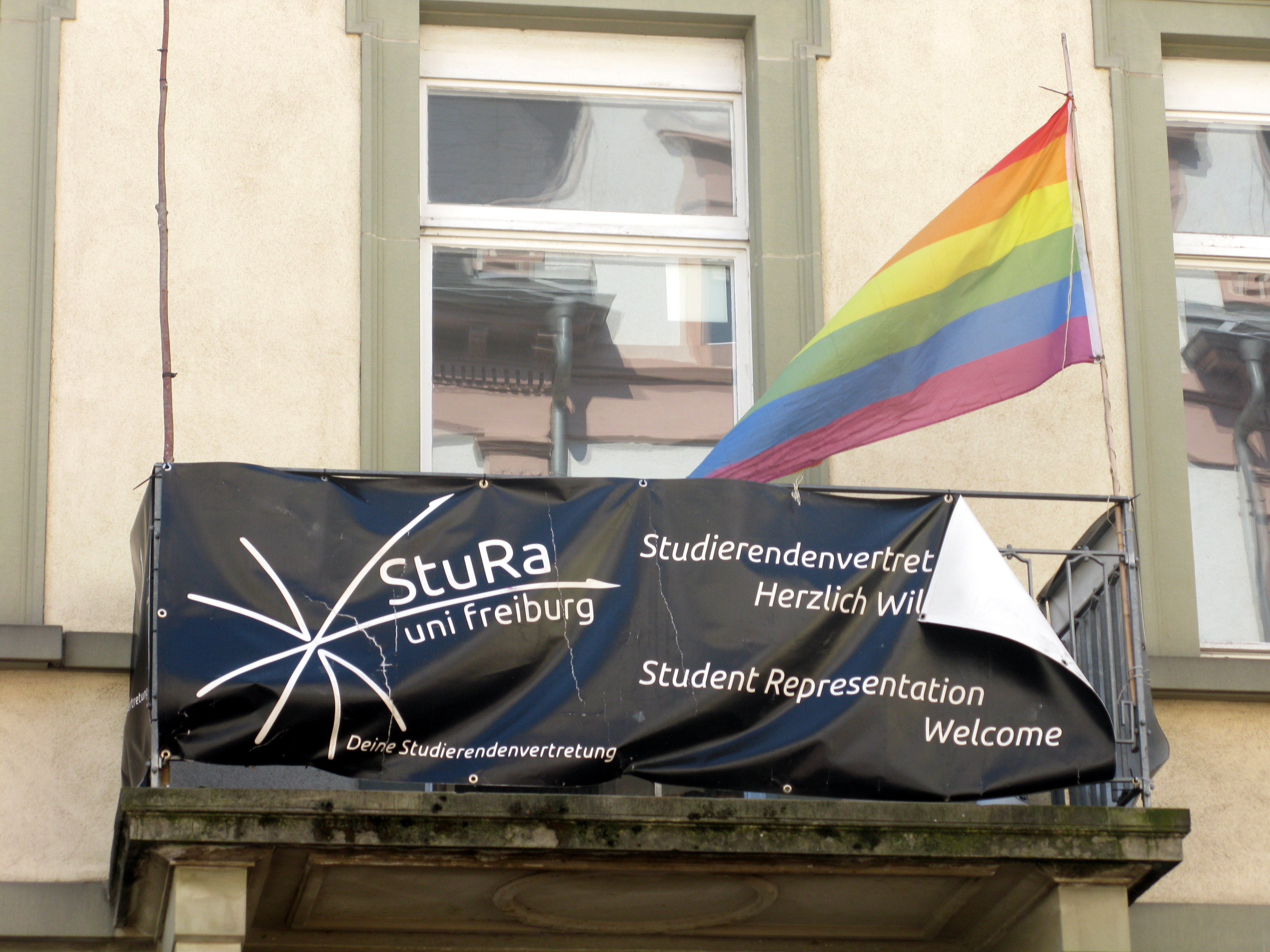
Studierendenvertretung in Freiburg im Breisgau mit Regenbogenflagge

Eine Studierendenvertretung oder Studentenvertretung ist eine Interessenvertretung von Studenten gegenüber den Universitäten und Hochschulen, staatlichen Behörden und der Öffentlichkeit. Historisch gewachsen gibt es im deutschsprachigen Raum sowohl privat- wie öffentlich-rechtliche Organisationsformen der Studierendenvertretung.

## Deutschland
Bedingt durch die eingeschränkten Kompetenzen des Bundesgesetzgebers im Hochschulrecht (Kulturhoheit der Länder) sowie durch die frühere deutsche Teilung haben sich in Deutschland historisch verschiedene Formen der Studierendenvertretung herausgebildet:
- In den meisten Bundesländern bilden die Studierenden einer Hochschule eine Studierendenschaft (auch als verfasste Studierendenschaft bezeichnet), die in der Regel durch den Allgemeinen Studierendenausschuss (AStA) vertreten wird. Weitere Organe sind häufig das Studierendenparlament sowie die Fachschaftsräte in den einzelnen Fachrichtungen bzw. Studiengängen.

- In Ostdeutschland gibt es vielerorts anstelle von AStA und Studierendenparlament den Studierendenrat.

- In Bayern gibt es seit 1973 keine verfassten Studierendenschaften mehr; stattdessen bilden dort die studentischen Vertreter in den Hochschulgremien eigene gesetzlich vorgeschriebene Organe (Studentischer Konvent). Da deren Aufgabenbereich jedoch streng hochschulbezogen limitiert ist, bestehen parallel zu diesen offiziellen Vertretungen an vielen Hochschulen so genannte unabhängige Studierendenschaften auf vereinsrechtlicher Basis.

Eine bundesweite Vertretung gibt es in Form des Vereins freier zusammenschluss von studentInnenschaften (fzs), dem sowohl verfasste als auch unabhängige Studierendenschaften angehören. Allerdings vertritt der fzs derzeit nur rund ein Drittel aller Hochschulen.

## Österreich
In Österreich ist die Studierendenvertretung an den öffentlichen Universitäten, den Pädagogischen Hochschulen und den Fachhochschulen öffentlich-rechtlich und bundesweit einheitlich organisiert. Neben der für die gesamtösterreichische Vertretung zuständigen Österreichischen Hochschülerinnen- und Hochschülerschaft (ÖH) gibt es an jeder Universität eine eigene Körperschaft, die Hochschülerinnen- und Hochschülerschaft an der jeweiligen Universität. Die Pädagogischen Hochschulvertretungen und die Fachhochschul-Studienvertretungen sind seit 2015 eigene Körperschaften insofern die durchschnittliche Studierendenanzahl 1000 Studierende überschreitet. Weiterhin ohne Körperschaftsrecht sind Pädagogische Hochschulvertretungen und Fachhochschul-Studienvertretungen mit durchschnittlich weniger als 1000 Studierenden an der entsprechenden Bildungseinrichtung und sind verwaltet durch die ÖH Bundesvertretung.
Von 1999 bis 2004 waren die Studierenden an den Privatuniversitäten ÖH-Mitglieder, seit damals ist ihre Vertretung jedoch wieder uneinheitlich und auf privatrechtlicher Basis organisiert.

## Schweiz
Ähnlich wie in Deutschland ist auch in der Schweiz das Hochschulrecht weitgehend Kantonssache. Entsprechend sind die Studierendenvertretungen an den Universitäten und Hochschulen höchst unterschiedlich organisiert:
- An den meisten Universitäten (Basel, Bern, Freiburg, Luzern, Neuenburg, St. Gallen sowie ETH Lausanne) sind die Studierendenschaften durch die jeweiligen Hochschulgesetze als öffentlich-rechtliche Körperschaften organisiert. Anders als in Deutschland haben die Studierenden jedoch zumeist ein individuelles Austrittsrecht.

- An den Universitäten Genf und Lausanne sind die örtlichen Studentenvertretungen hingegen nach französischem Vorbild als Dachverband mehrerer Vereinigungen und Initiativen organisiert.

- An der ETH Zürich nimmt traditionell ein privatrechtlicher Verein (VSETH, seit 1862) die Interessen der Studierenden wahr.

Auf nationaler Ebene gibt es den 1920 gegründeten Verband der Schweizer Studierendenschaften (VSS), der die überwiegende Mehrheit der schweizerischen Hochschulen vertritt.

## Italien (Südtirol)
Die Südtiroler HochschülerInnenschaft ist die wichtigste Südtiroler Studierendenvertretung (sh.asus). Sie wurde 1955 als gemeinnütziger Verein gegründet.